# Штрих (знак)
Знаки штрих ( ′ ), подвійний штрих ( ″ ), потрійний штрих ( ‴ ) та ін. використовуються для позначення декількох одиниць вимірювання та інших цілей у математиці, фізиці та мовознавстві. Слід відрізняти знак штрих від апострофа, одинарних лапок, акута  та гравіса ( ` ); подвійний штрих слід відрізняти від подвійних лапок та знака дітто (〃).

## Приклади використання
- 3° 5′ 30″ — «3 градуси, 5 мінут, 30 секунд».
- f′(x) та f″(x) — перша та друга похідна від функції f.

## Відображення
Далі наведено коди Юнікоду та HTML для відображення штриха та пов'язаних символів:
| Знак                               | Юнікод | HTML-сутність | URL-кодування |
| ---------------------------------- | ------ | ------------- | ------------- |
| Штрих ( ′ )                        | U+2032 | &prime;       | %E2%80%B2     |
| Подвійний штрих ( ″ )              | U+2033 | &Prime;       | %E2%80%B3     |
| Потрійний штрих ( ‴ )              | U+2034 | –             | %E2%80%B4     |
| Четверний штрих ( ⁗ )              | U+2057 | –             | %E2%81%97     |
| Модифікуючий штрих ( ʹ )           | U+02B9 | –             | –             |
| Модифікуючий подвійний штрих ( ʺ ) | U+02BA | –             | –             |

«Модифікуючий штрих» та «модифікуючий подвійний штрих» використовуються у лінгвістиці у різних цілях, зокрема для позначення наголосів та транслітерації окремих кириличних символів. 
Коли кодування символів не передбачає штрихів (наприклад, ISO 8859-1), замість них часто вживаються апострофи чи лапки.
У математичній мові розмітки LaTeX f' (f з одинарними машинними лапками) генерує {\displaystyle f'\,\!}. До того ж, LaTeX містить збільшений штрих \prime ({\displaystyle \prime }) для використання як індексів. Наприклад, f_\prime^\prime виглядатиме так {\displaystyle f_{\prime }^{\prime }}.

## Інтернет-ресурси
- Unicode General Punctuation code chart
- Unicode Spacing Modifier Letters code chart